# Desa Darungan (administrativ by i Indonesien, lat -8,16, long 112,18)
Desa Darungan är en administrativ by i Indonesien.   Den ligger i provinsen Jawa Timur, i den västra delen av landet, 600 km öster om huvudstaden Jakarta.